# Prieuré de Breuil
Pour les articles homonymes, voir Breuil.
Ne doit pas être confondu avec Prieuré de Breuil-Bellay.
Le prieuré de Breuil est un prieuré situé sur la commune de Commercy en région Grand Est dans le département de la Meuse.

## Description
L'origine du prieuré de Notre-Dame-de-Breuil est incertain.  Le monastère est confié à des bénédictins dès le XIe siècle. Les bâtiments actuels sont en pierre et datent du XVIIIe siècle,. Le prieuré est occupé d'abord par des religieuses : au XVIIe siècle, il sert de scolasticat. Les bâtiments conventuels sont entièrement reconstruits au début du XVIIIe siècle sous la direction de Léopold Durand.
L'église est démolie au début du XIXe siècle, puis les bâtiments servent de sous-préfecture, puis de gendarmerie, pour être finalement utilisés comme école normale en 1854.

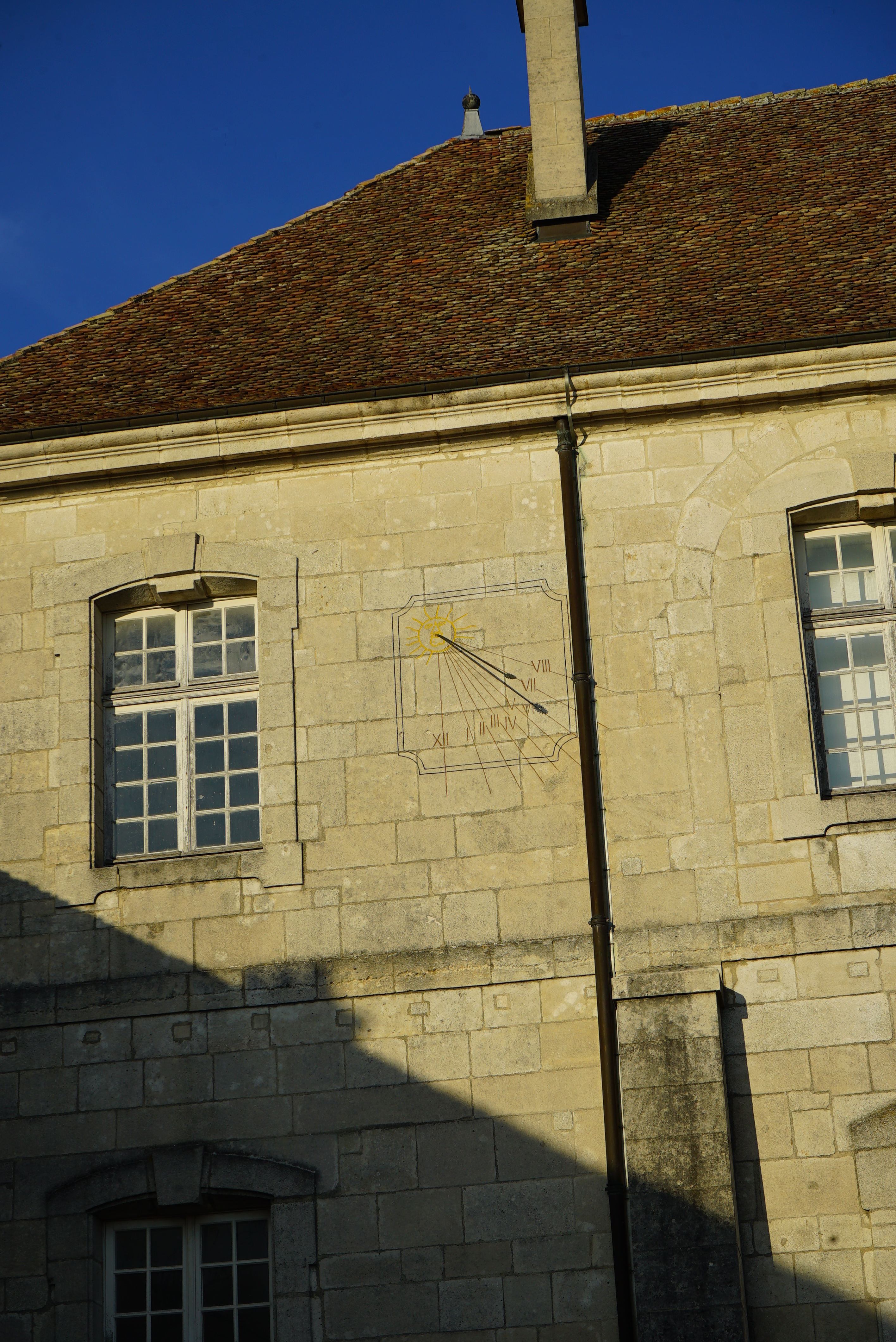
Cadran solaire.
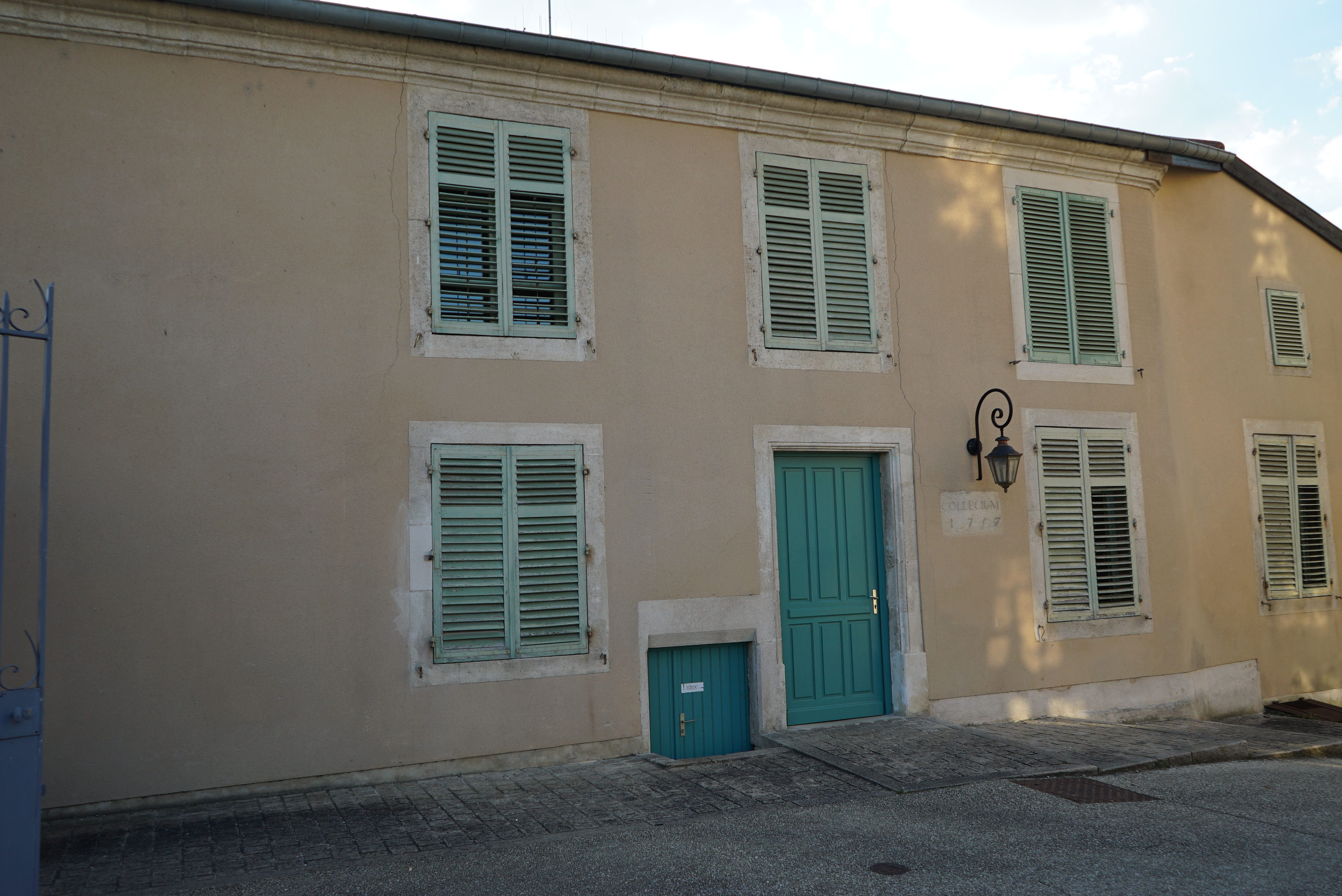
Collegium.
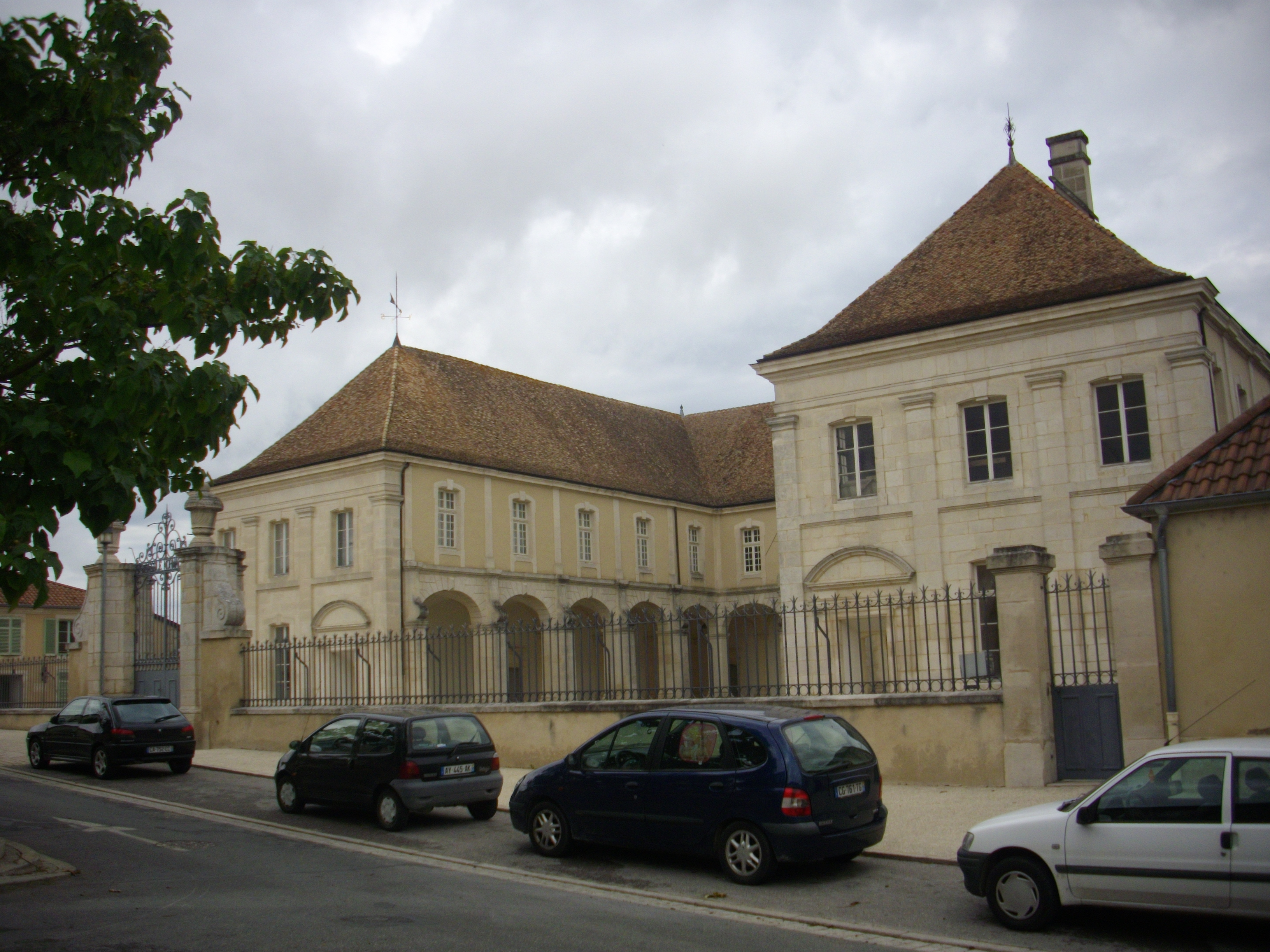
Vue depuis une rue.
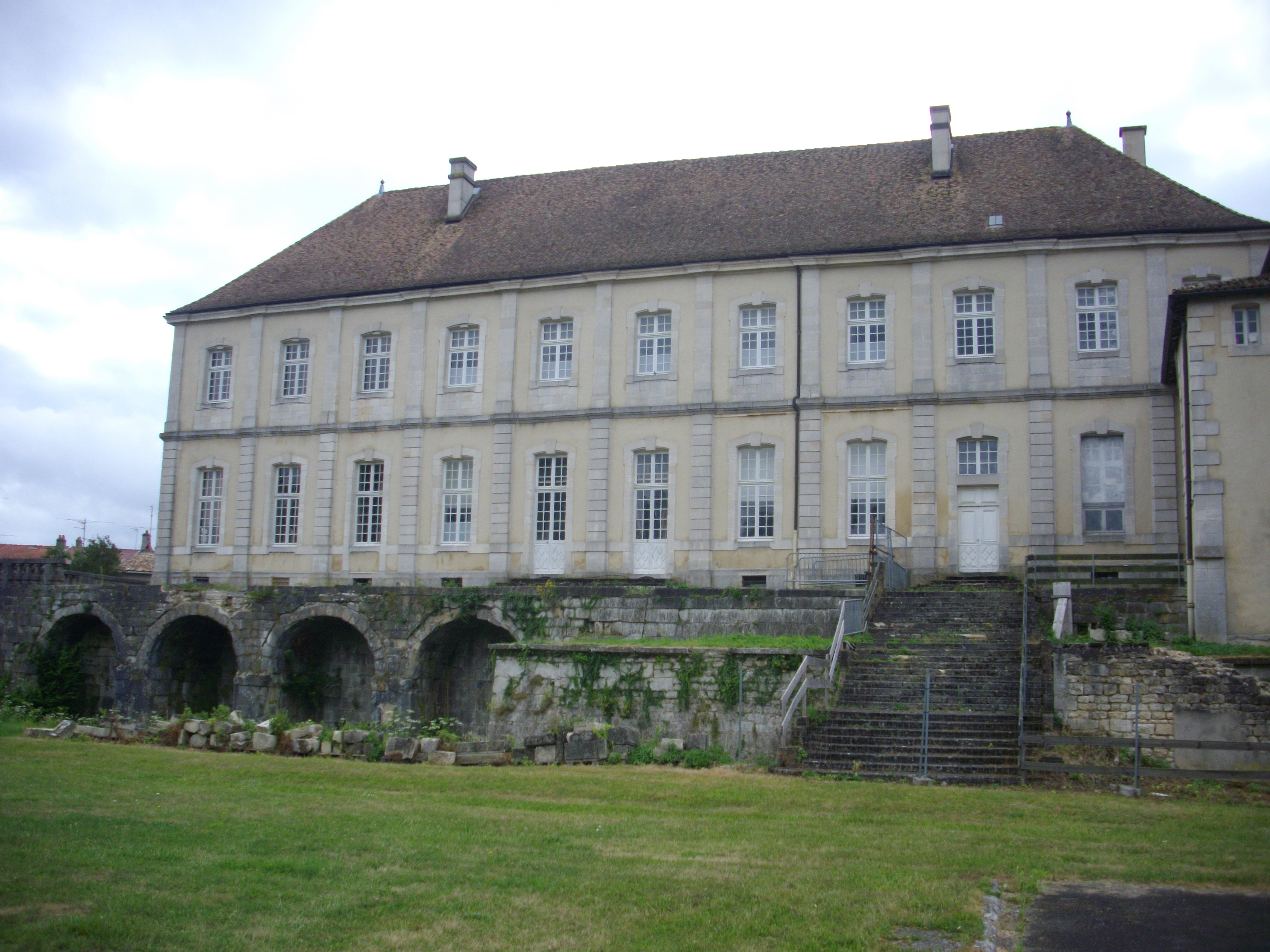
Vue depuis le parc.
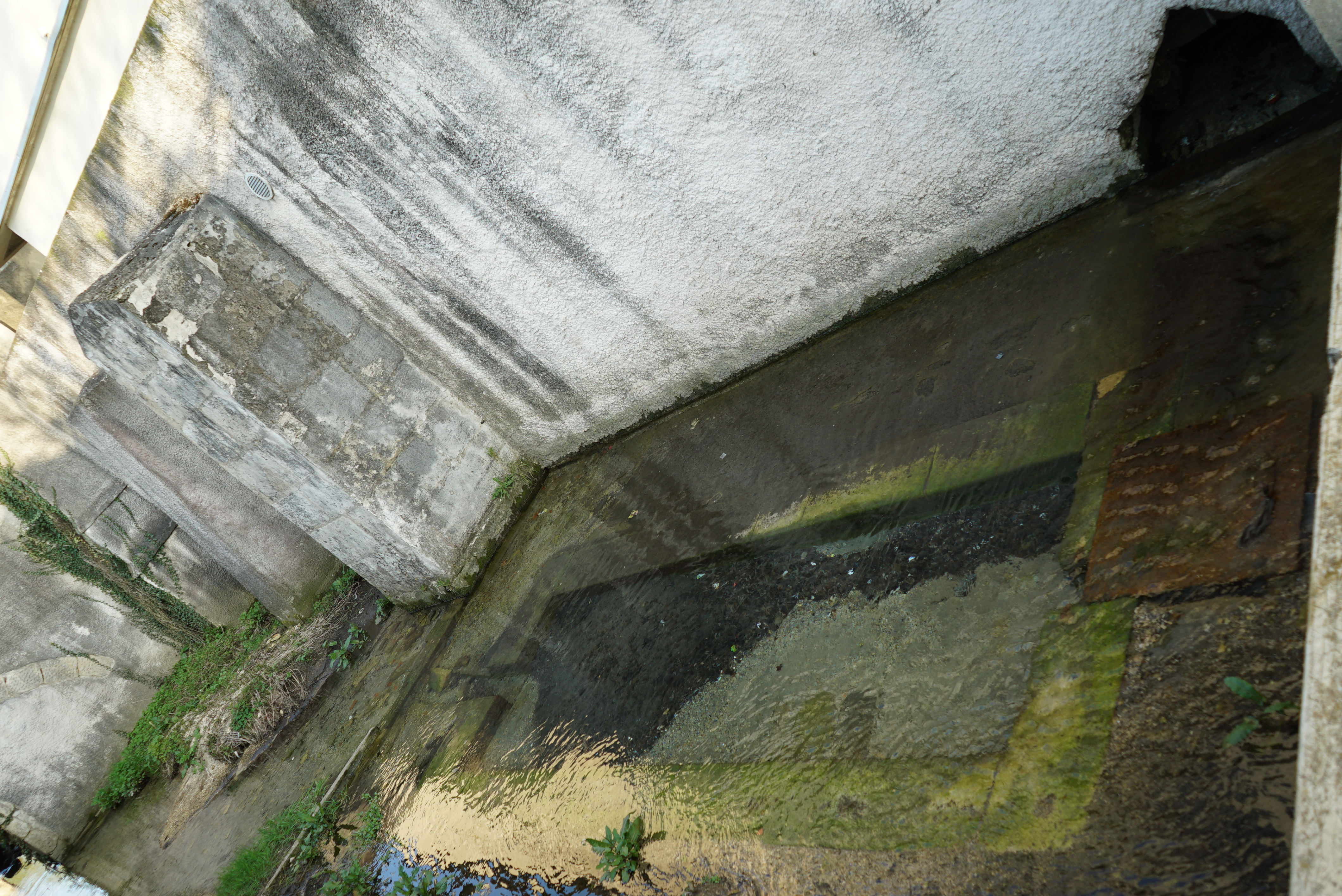
Le Breuil.

## Protection
Le prieuré est inscrit au titre des monuments historiques par arrêté du 23 décembre 1926. Cette protection est revue par arrêté du 4 avril 1984, où les façades et toitures, ainsi que l'escalier de l'aile ouest avec sa rampe en fer forgé sont classés au titre des monuments historiques. 
L'ancien jardin du prieuré, incluant ses murs de clôture d'origine (excluant le gymnase moderne) sont inscrits au titre des monuments historiques par arrêté du 20 juillet 1995. La terrasse et sa balustrade, son mur de soutènement incluant ses arcades, le pont-escalier sur le Breuil ainsi que les viviers et le sol de la parcelle font l'objet d'un classement au titre des monuments historiques  par arrêté du 18 juin 2008.